# Тос Бемер
Тос Бемер (нід. Toos Beumer, 5 липня 1947) — нідерландська плавчиня.
Призерка Олімпійських Ігор 1964 року, учасниця 1968 року.
Чемпіонка Європи з водних видів спорту 1966 року.